# Roztoky
Roztoky és un poble i municipi d'Eslovàquia. Es troba a la regió de Prešov, al nord del país.

## Història
La primera referència escrita de la vila data del 1435.

## Demografia
| Godina             | 1994 | 2004    | 2014    | 2024    |
| ------------------ | ---- | ------- | ------- | ------- |
| Nombre de persones | 228  | 276     | 386     | 454     |
| Diferència         |      | +21,05% | +39,85% | +17,61% |

| Godina             | 2023 | 2024   |
| ------------------ | ---- | ------ |
| Nombre de persones | 446  | 454    |
| Diferència         |      | +1,79% |